# Saco van Teyens (1797-1857)
Saco van Teyens (Beetsterzwaag, 12 april 1797 - aldaar, 1 februari 1857) was een Nederlands bestuurder en rechter.

## Biografie
Van Teyens was een zoon van Benedictus van Teyens, grietenijsecretaris van Opsterland en ontvanger van de Opsterlandse Veencompagnie, en Froukjen Alberts, diens keukenmeid met wie hij in 1795 trouwde. Dit huwelijk zou verband houden met het naderende uitsterven van de familie Van Teyens. Saco, zijn zus Etta Arnolda en broer Oene waren de laatste telgen van dit geslacht. Leden van dit eigenerfde geslacht waren met name actief als grietenijsecretaris.
Van Teyens studeerde eerst in Leeuwarden en vanaf 1815 in Groningen. In 1823 promoveerde hij aan de universiteit van Groningen. Na zijn studie keerde hij terug naar Beetsterzwaag en woonde hij samen met zijn zuster in het Van Teyenshuis, later onderdeel van het pand Bordena. Samen met zijn broer en zus kocht en verkocht hij verscheidene landerijen, zowel in Friesland als in het Groningse Westerkwartier. In 1828 vond een boedelscheiding plaats tussen Van Teyens en zijn broer en zus. Hierbij kreeg hij de Fockensstate, eerder bezit van de familie Fockens. Deze state betrok hij in 1853 na het overlijden van zijn moeder. Hij liet de state tussen 1853 en 1857 verbouwen waarbij alleen de wapenzaal ongewijzigd bleef. Waarschijnlijk liet hij ook de door Lucas Pieters Roodbaard ontworpen tuin vernieuwen door Gerrit Vlaskamp.
In 1830 trad hij aan als plaatsvervangend vrederechter te Beetsterzwaag alvorens hij in 1831 daadwerkelijk vrederechter werd. Daarnaast werd hij in 1833 Statenlid en in 1835 grietman van Opsterland. De functie van grietman zou in 1851 veranderen in burgemeester. Tevens kwam hij in 1830 voor als kapitein bij de mobiele schutterij en later als kolonel bij de rustende schutterij.
Van Teyens zou nooit trouwen. Hij overleed in 1857, naar verluidt pleegde hij zelfmoord. Hij werd begraven in een familiegraf bij de Dorpskerk van Beetsterzwaag. Daar hij geen testament opgesteld had, vererfde zijn vermogen op zijn broer en zus. Een deel van het Van Teyensvermogen werd door hen ondergebracht in de stichting Van Teyens Fundatie. Deze stichting bestaat nog steeds en bezit een eigen Fundatiegebouw uit 1858 aan het Kerkepad Oost. De Fockensstate werd in 1863 door Oene verhuurd aan Binnert Philip van Harinxma thoe Slooten. De verhuur werd voortgezet door Marcus van Heloma (1847-1922), erfgenaam van de state. Van Heloma liet de Fockensstate in 1879 vervangen door het huidige eclectische pand. Het overgrote deel van de erfenis werd door Oene nagelaten aan Joachimus Lunsingh Tonckens, zijn arts. Lange tijd zouden er nog procedures gevoerd over het testament van Oene van Teyens en de erfenis van de laatste drie Van Teyens, waaronder de Coendersborg. De zaak strandde uiteindelijk in 1967 voor het Europese Commissie voor de rechten van de mens.

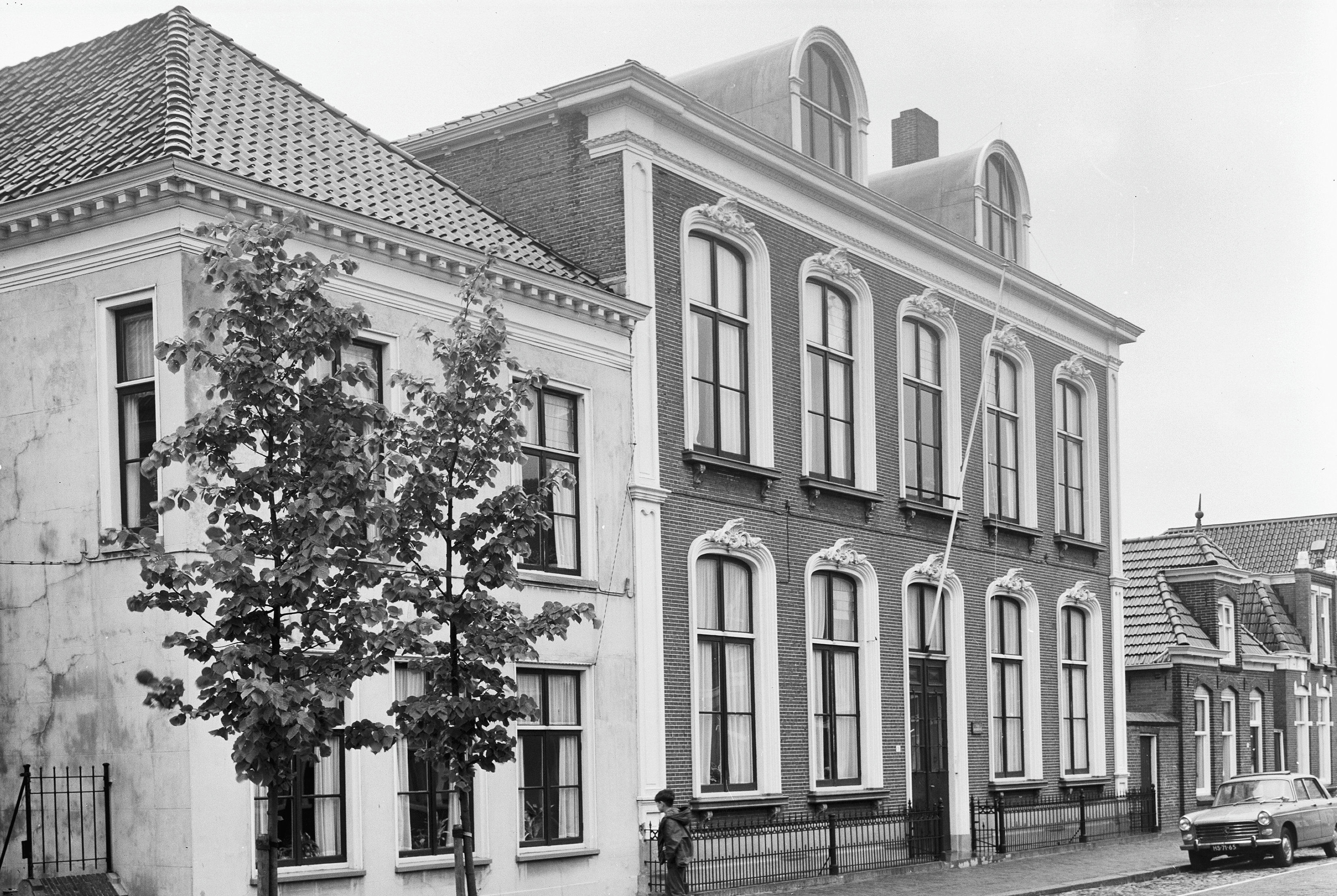
Het pand Bordena aan de Hoofdstraat in Beetsterzwaag. Het linker deel, het voormalige Van Teyenshuis, werd in 1980 vernieuwd.
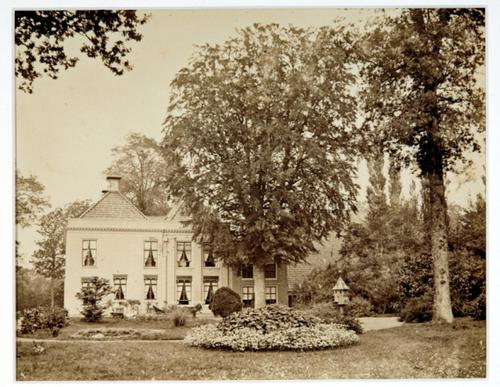
De Fockensstate voor 1879. Deze vorm kreeg het pand na de verbouwing door Van Teyens.